# Ан-Луи Жироде
Ан-Луи Жиродѐ дьо Русѝ-Триозо̀н (на френски: Anne-Louis Girodet de Roussy-Trioson) е френски художник.

## Биография
Роден е на 29 януари 1767 г. в Монтаржи. През 1785 г. отива в Париж и става ученик на известния художник Жак-Луи Давид. Живее няколко години в Италия, а след връщането си във Франция рисува поредица портрети на членове на семейството на Наполеон Бонапарт и става един от първите известни представители на ранния Романтизъм в живописта.
Ан-Луи Жироде умира на 9 декември 1824 г. в Париж.

## Галерия
- Сънят на Ендимион, 1791
- Мадмоазел Ланж като Венера, 1798
- Апотеоз на френските герои, които загинаха за страната си по време на битката за свобода, ок. 1801
- Ортанз дьо Боарне, ок. 1805 – 1809
- Потопът, 1806
- Етюд за Портрет на индиец, ок. 1807
- Атала в гроба, 1808
- Пигмалион и Галатея, 1819
- Мадам Жак-Луи-Етиен Резе (Colette-Désirée-Thérèse Godefroy), 1823